# Bandiera delle Isole Cocos
La bandiera delle Isole Cocos (Keeling) è di colore verde, nel cantone in alto a sinistra è raffigurata una palma all'interno di un disco dorato, al centro è raffigurata una luna crescente dorata e alla sua destra la rappresentazione della costellazione della Croce del Sud  come nella bandiera australiana.
La bandiera, usata non ufficialmente, è stata disegnata nel 2003 per la sede dell'Amministratore delle isole.